# Babylon (Zeitschrift)
Babylon: Beiträge zur jüdischen Gegenwart war eine wissenschaftliche Zeitschrift des Verlags Neue Kritik in Frankfurt am Main, von der zwischen 1986 und 2010 in unregelmäßigen Abständen insgesamt 23 Ausgaben erschienen sind.

## Profil
Der Titel wurde in Anlehnung an das babylonische Exil in der jüdischen Geschichte gewählt. Die Zeitschrift verschreibt sich in ihren Artikeln dem säkularen „intellektuellen Diskurs zu jüdischen Problemen“ und thematisiert vor allem das Miteinander von deutschen Juden und Nichtjuden aus philosophischer, politischer, religionsgeschichtlicher und soziologischer Sicht.
Die Gründungsherausgeber waren Dan Diner, Susann Heenen-Wolff, Gertrud Koch, Cilly Kugelmann und Martin Löw-Beer. Später schied Heenen-Wolff aus und Micha Brumlik, Lena Inowlocki und Yfaat Weiss kamen zum Redaktionskollektiv hinzu. Autoren waren u. a. Norman Birnbaum, Harold Bloom, Saul Friedländer, Monika Richarz und Frank Stern. Die letzte Ausgabe stammt vom März 2010.

## Rezeption
Der Journalist Richard C. Schneider schrieb 1991 in der Zeit: „der Wunsch der Babylon-Herausgeber, an der politischen Diskussion teilzunehmen, [ist] ein kleiner Schritt hin zur ‚Selbstverständlichkeit‘, wenn auch sicher nicht zu der propagierten ‚Normalität‘. Gleichzeitig macht gerade der hohe Anspruch dieser Zeitschrift deutlich, daß sie sich in doppelter Hinsicht in einer Außenseiterrolle befindet, da sie nicht von einem Konsens der jüdischen Gemeinschaft getragen wird.“
In der taz hieß es ebenfalls 1991: „Unter den Judaika stellt ‚Babylon‘ eine bemerkenswerte Publikation dar und hat sich mittlerweile einen festen Leserkreis erobert: als intellektuelles Forum, das sich in essayistischer Form mit juedischen Themen beschaeftigt.“
Der Autor Roland H. Wiegenstein kommentierte in der Frankfurter Rundschau: „Es gehört zu den Vorzügen von Babylon, dass die Zeitschrift immer wieder die Widersprüche in der israelischen Gesellschaft selbst thematisiert.“
Weitere Rezipienten des Blattes waren u. a. Henryk M. Broder (Pflasterstrand), Detlev Claussen (hr) und Hermann Kurzke (FAZ).